# Santa Lucia in Septisolio
Santa Lucia in Septisolio, även benämnd Santa Lucia in Septem Soliis, var en kyrkobyggnad och titeldiakonia i Rom, helgad åt den heliga jungfrumartyren Lucia. Kyrkan var belägen vid Septizonium, nära dagens Via di San Gregorio, nedanför Palatinen.

## Kyrkans namn
Tillnamnet ”Septisolio” utgör en etymologisk förvrängning av Septizonium.

## Kyrkans historia
Det råder osäkerhet beträffande när kyrkan konsekrerades. Dess första dokumenterade omnämnande – S. Luciae in Septizonio – förekommer i Einsiedeln-itinerariet från 700-talet. Därefter nämns Santa Lucia i biografierna över påvarna Leo III (795–816) och Gregorius IV (827–844) i Liber Pontificalis; kyrkan har där tillnamnet ”in Septem Vias”.
I Pietro Mallios katalog, sammanställd under påve Alexander III:s pontifikat (1159–1181), bär kyrkan namnet S. Lucie Palatii in cyrco iuxta Septa Solis, vilket ungefär betyder ”Sankta Lucia vid Palatinen, på cirkusen, vid de sju solarna”. Informationen ger vid handen att kyrkan var belägen nedanför Palatinen, vid Circus Maximus östra ände, i närheten av Septizonium.
Kyrkan Santa Lucia omnämns därefter i Catalogo di Cencio Camerario, en förteckning över Roms kyrkor sammanställd av Cencio Savelli år 1192 och bär där namnet sce. Lucie in Septem soliis.
Därtill förekommer kyrkan i Il catalogo Parigino (cirka 1230) som s. Lucia de VII Foliis, i Il catalogo di Torino (cirka 1320) som Ecclesia sancte Lucie in Septem Soliis diaconi cardinalis och i Il catalogo del Signorili (cirka 1425) som sce. Lucie in septem soliis.
I samband med rivandet av resterna av Septizonium år 1588 revs även kyrkan Santa Lucia in Septisolio. Enligt den italienske historikern och arkeologen Mariano Armellini var kyrkan mycket rikt utsmyckad.

## Titeldiakonia
Santa Lucia in Septisolio eller Septizonio var under lång tid titeldiakonia, åtminstone från slutet av 700-talet fram tills den upphävdes av påve Sixtus V år 1587.

## Kardinaldiakoner
- Gregorio (1088)
- Gregorio Caetani (1099–1116 eller 1124–1130)
- Giovanni (cirka 1115 – cirka 1120)
- Gerardo (1120–1122)
- Gregorio (1122 – cirka 1130)
- Silvano (eller Sylvino) (1130 – cirka 1142)
- Rodolfo (1143–1159)
- Romano (1159–?)
- Leone Brancaleone (1200–1202)
- Pelagio Galvani (eller Paio Galvão) (1205–1210)
- Vakant (1210–1384)
- Angelo d'Anna de Sommariva (1385–1396)
- Vakant (1396–1446)
- Juan Carvajal (1446–1461), in commendam (1461–1469)
- Giovanni Michiel (1468–1470)
- Vakant (1470–1493)
- Fryderyk Jagiellonczyk (1493–1503)
- Niccolò Fieschi (1503–1506)
- René de Prie, titulus pro hac vice (1507–1509)
- Vakant (1509–1525)
- Alfonso d'Aviz (1525–1535)
- Vakant (1535–1557)
- Giovanni Battista Consiglieri (1557–1558)
- Vakant (1558–1565)
- Francesco Alciati (15 maj 1565 – 3 juni 1565)
- Francesco Crasso, titulus pro hac vice (8 februari 1566 – 6 mars 1566)
- Vakant (1566–1587)